# Ted Mosby
Theodore Evelyn „Ted“ Mosby, narozen 25. dubna 1978, je fiktivní postava amerického seriálu Jak jsem poznal vaši matku. Ted z roku 2030 vypráví svým dětem dlouhý příběh o tom, jak poznal jejich matku. Ke klíčovému okamžiku se však stále nemůže dostat.

## Charakter
Ted pochází z Ohia a promoval na Wesleyan University jako architekt. Poté, co se jeho kamarád Marshall zasnoubil, Ted se rozhodl najít svou spřízněnou duši. To je základem celého příběhu a Tedova přátelství s dalšími postavami Marshallem, Lily, Robin a Barneym.

## Přátelé
Tedovými nejbližšími přáteli jsou Marshall Eriksen, Lily Aldrin, Barney Stinson a Robin Scherbatská.
Marshalla a Lily znal z vysoké. Barneyho potkal v baru (potkal ho na záchodě, poté si k němu Barney přisedl a byl přesvědčený o tom, že Teda naučí „jak žít“) a Robin potkal také v baru. Na jejich prvním rande pro ni ukradl modrý lesní roh ze stěny restaurace. Když odešli k Robin domů, Tedovi vyklouzlo „miluji tě“. To prozatím ukončilo jejich vztah, avšak v dalších sériích se k sobě vraceli.